# Tekal de Venegas
Tekal de Venegas, es una localidad del estado de Yucatán, México, cabecera del municipio homónimo ubicada aproximadamente 70 kilómetros al este de la ciudad de Mérida, capital del estado y 10 km al noreste de la ciudad de Izamal.

## Toponimia
El toponímico Tekal significa en idioma maya "el lugar del encierro", por derivarse de los vocablos Te, ahí, lugar y k'al, encierro, encerrar.

## Datos históricos
Tekal de Venegas está enclavado en el territorio que fue la jurisdicción de los Ah Kin Chel antes de la conquista de Yucatán.
En 1937 se le impuso el nombre de Tekal de Venegas en homenaje a un militar que actuó durante la Guerra de Castas y a quien se atribuye el haber impedido que la población cayera en manos de los rebeldes mayas durante ese conflicto social.

## Sitios de interés turístico
En Tekal de Venegas se encuentran dos templos que datan de la época colonial: uno en honor de San Román y el otro de San Pedro. También, cerca de la localidad se pueden visitar vestigios arqueológicos de la cultura maya precolombina.  

## Galería

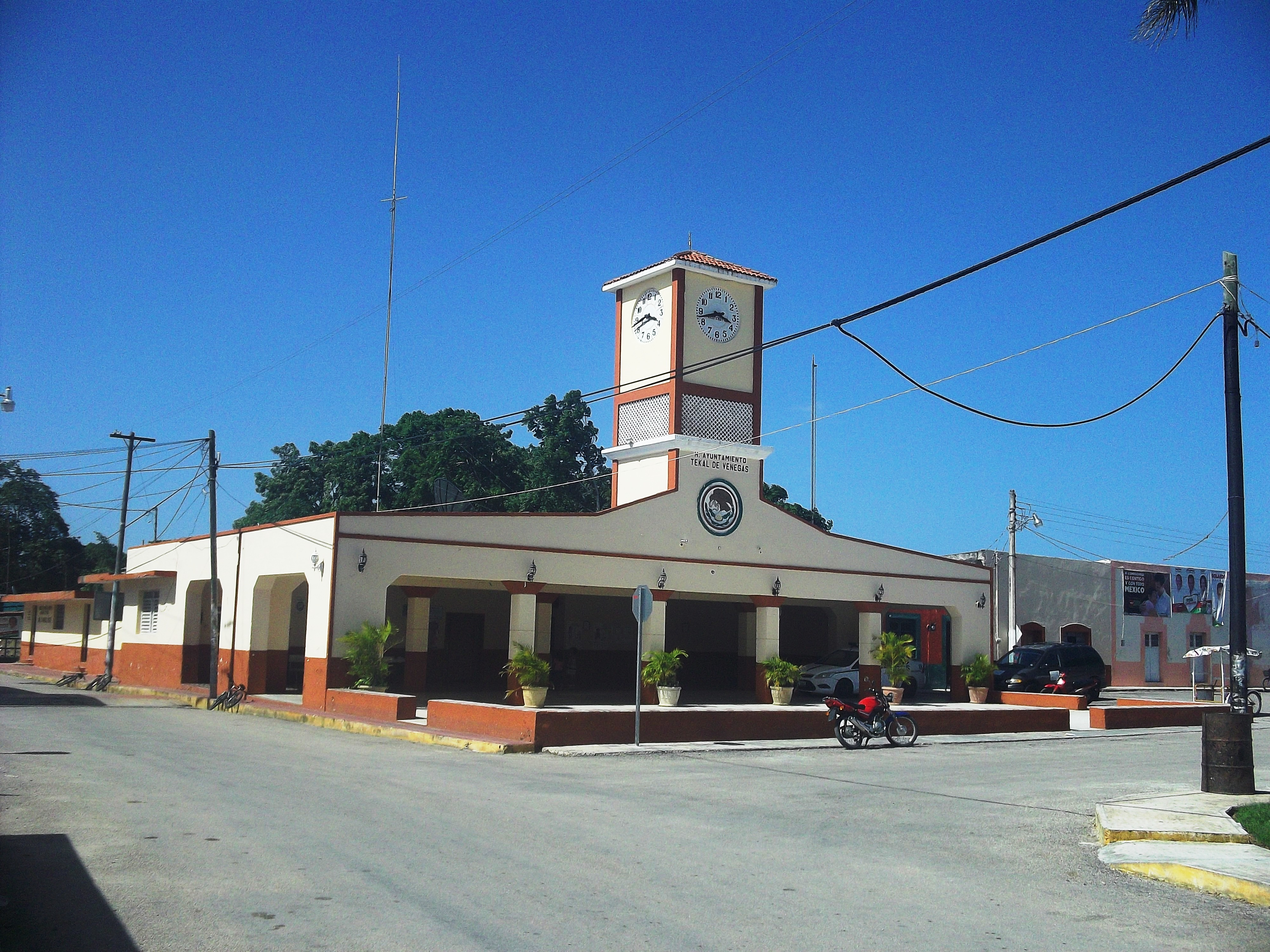
Palacio municipal de Tekal de Venegas.
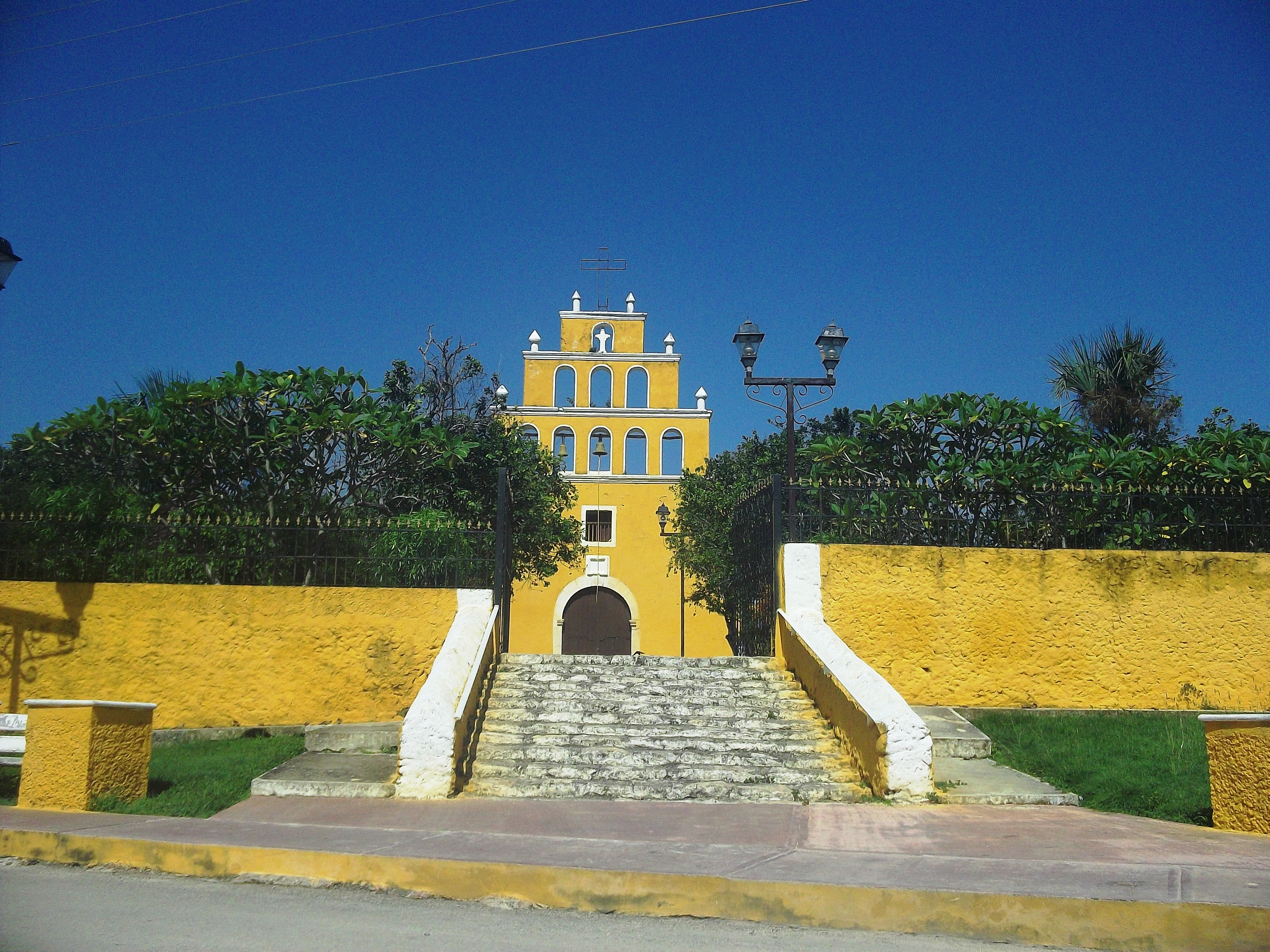
Iglesia principal de Tekal de Venegas.
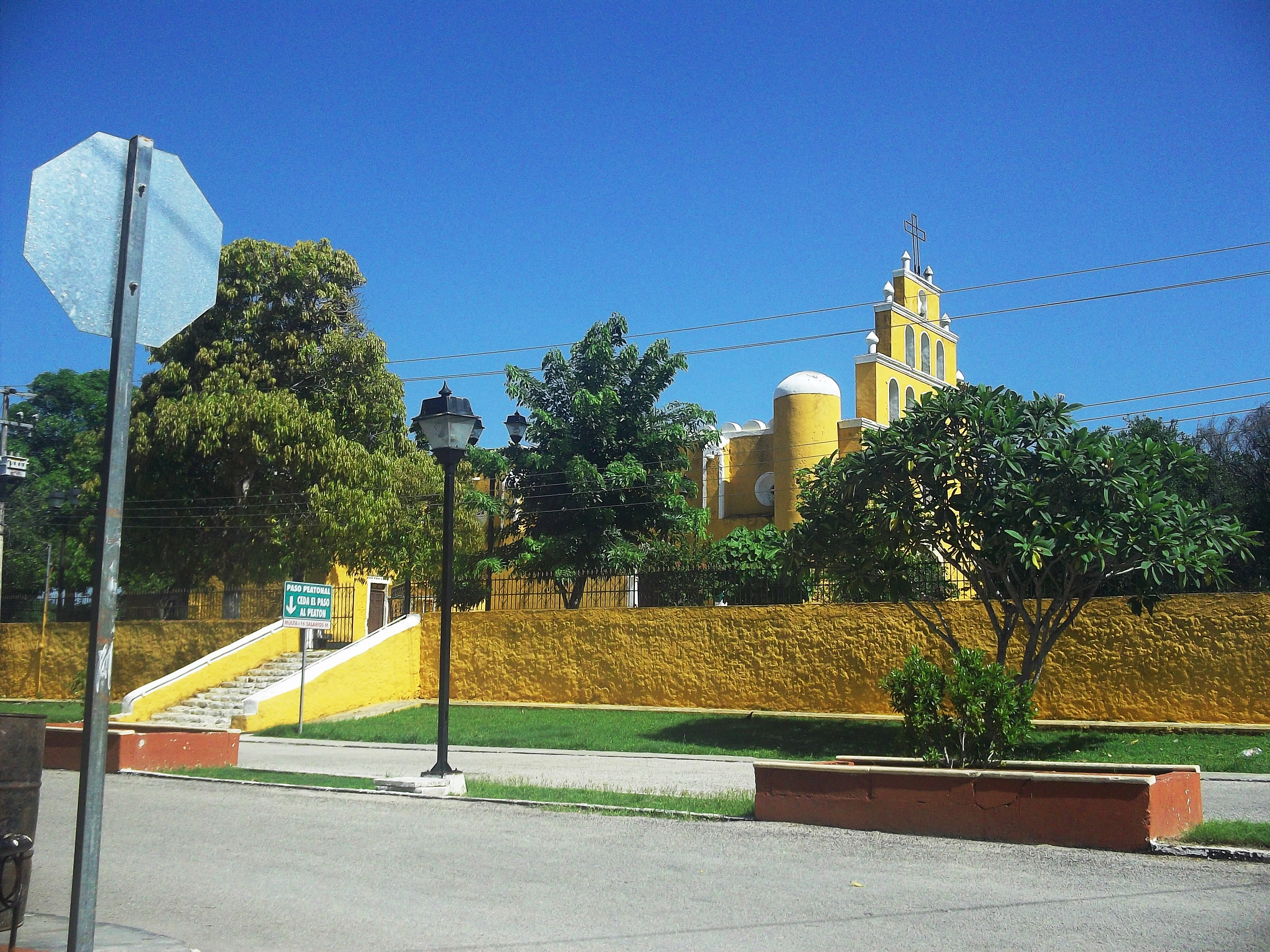
Iglesia principal de Tekal de Venegas.
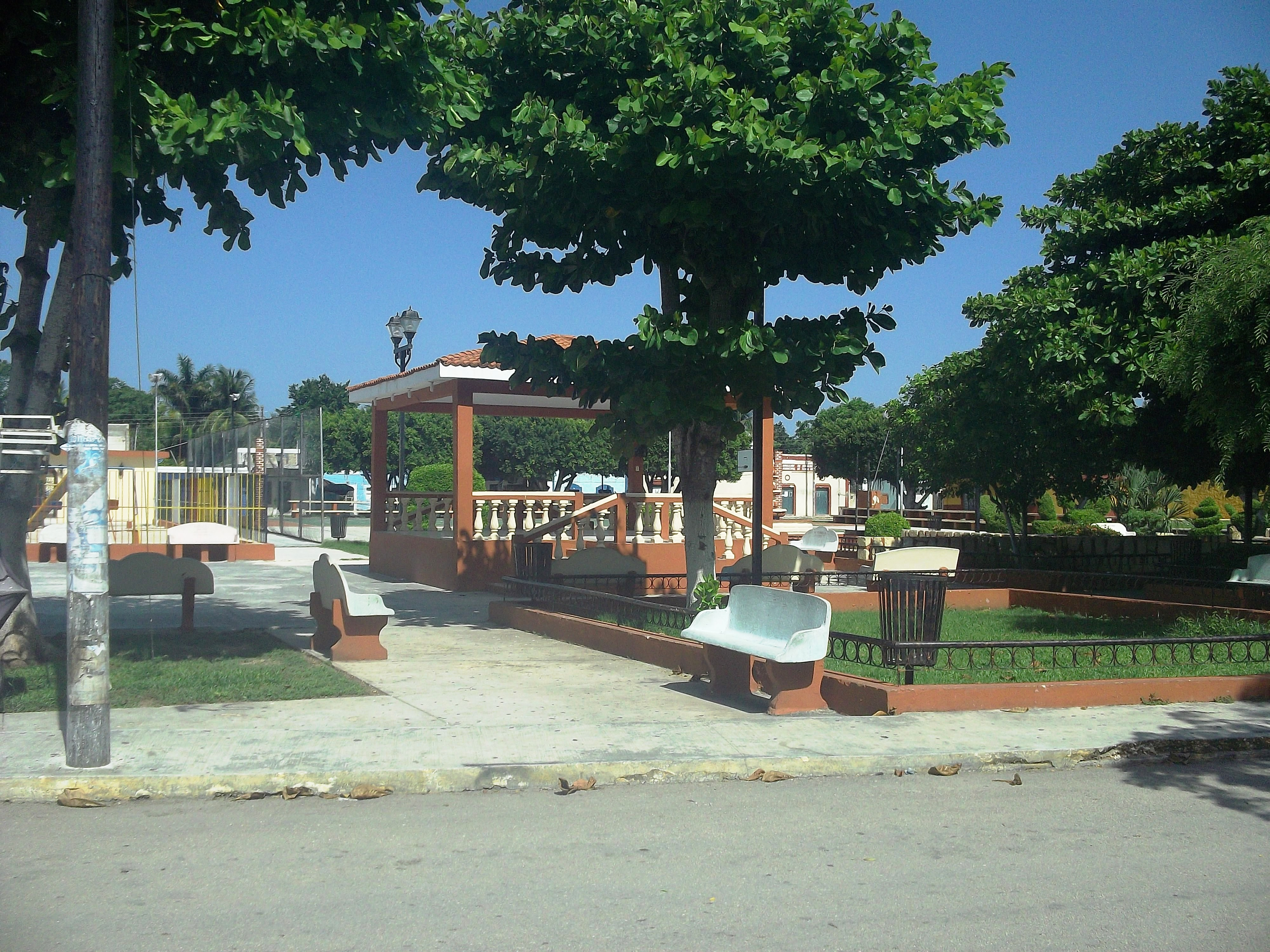
Parque principal de Tekal de Venegas.
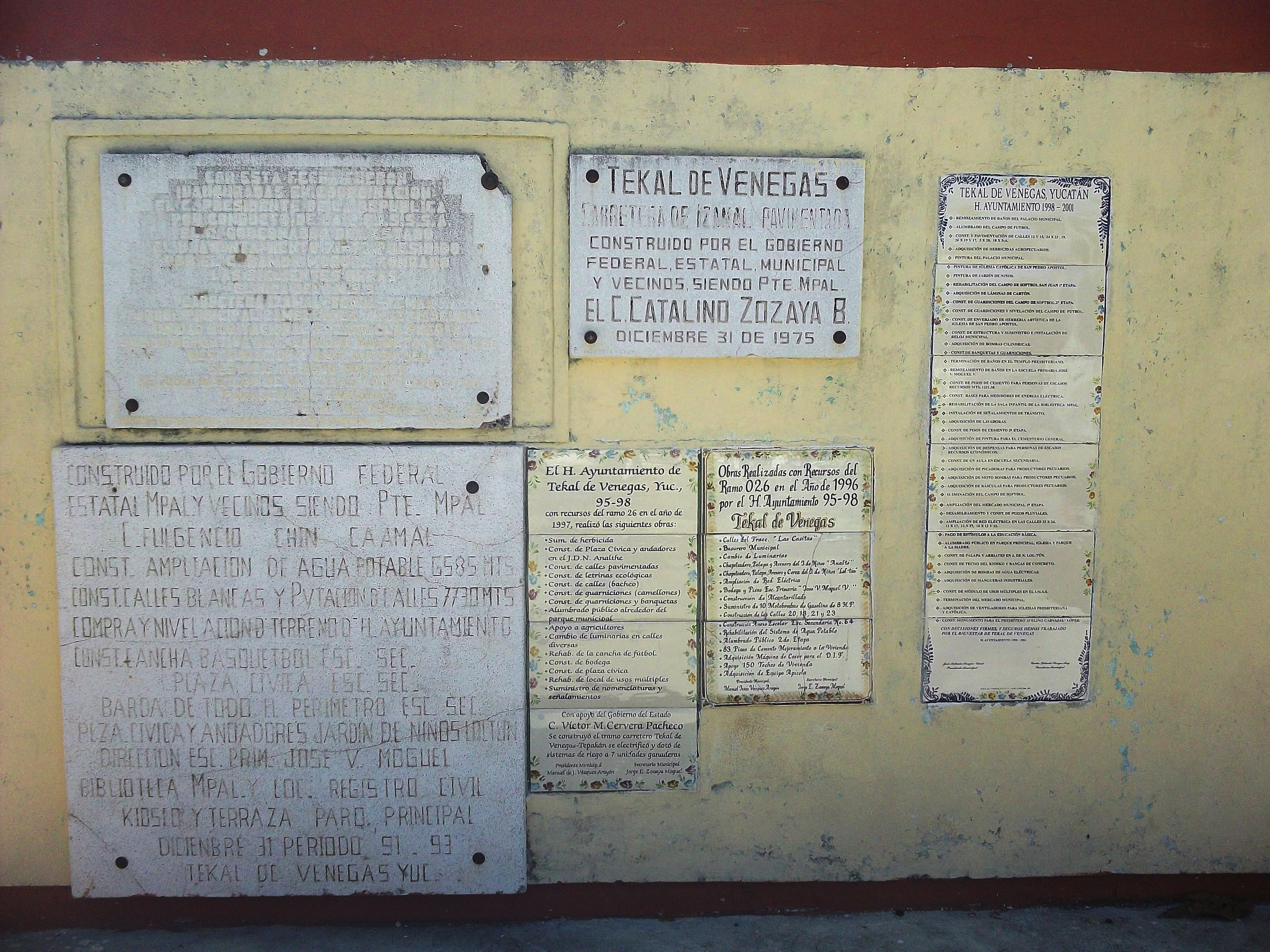
Carretera Tekal de Venegas-Izamal.
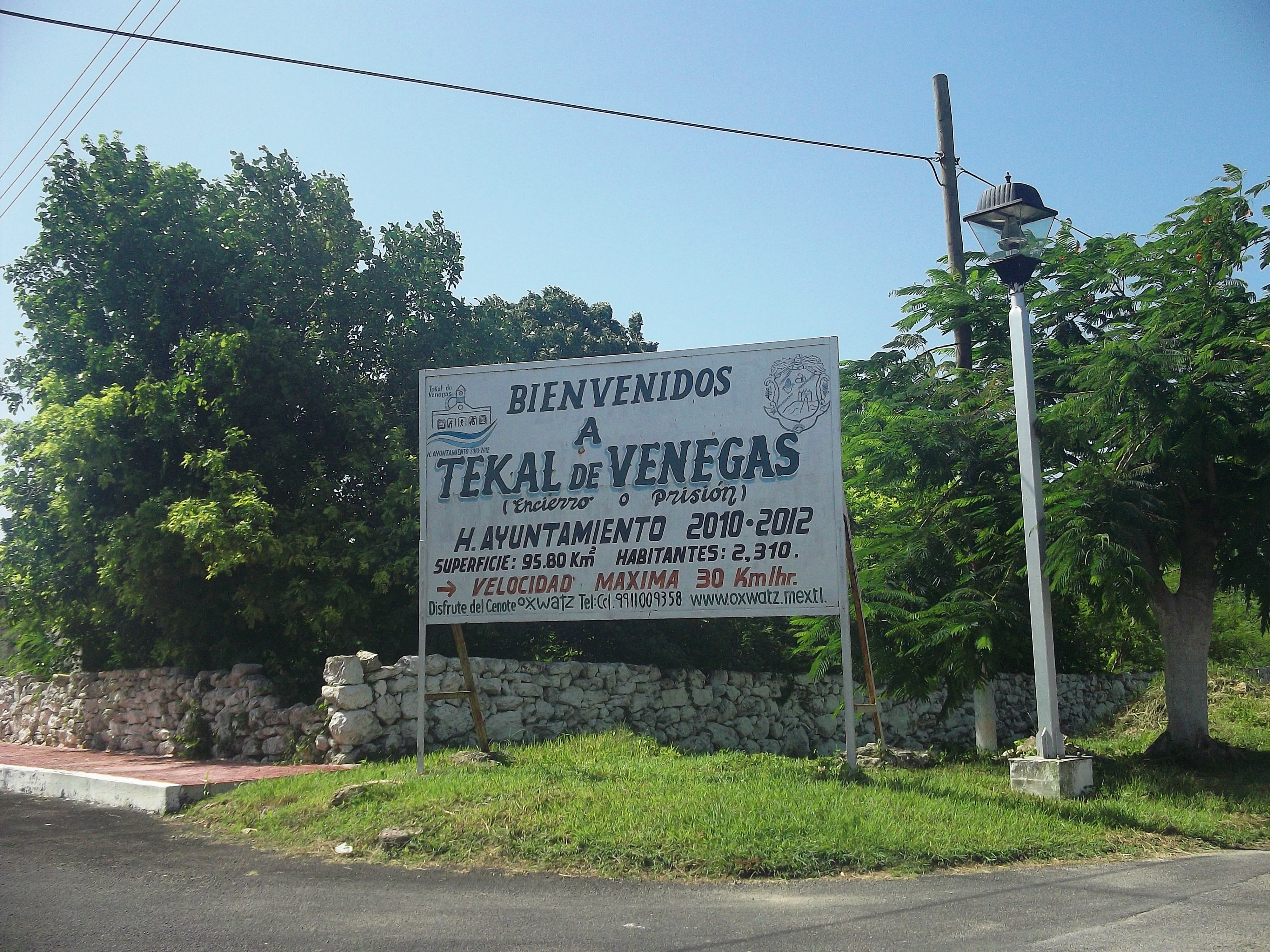
Entrada a Tekal de Venegas.